# Дампир
Дампир (алб. dhampir; иногда dhamphir, dhampire, dhampyre или dhampyr) — в балканском фольклоре существо, рождённое от союза вампира и обычного человека. Этот союз обычно заключался между вампирами-мужчинами и смертными женщинами, при этом истории о женщинах-вампирах, вступающих в связь со смертными мужчинами, были редкостью. Способности дампиров и вампиров похожи, однако у дампиров отсутствуют типичные слабости вампиров.
Дампиры встречаются в различных произведениях о вампирах — в частности, в сеттинге «Мир Тьмы», созданном компанией White Wolf Game Studio, в романе Барба и Дж. С. Хенди «Дампир», в сериях книг «Академия вампиров», «Штамм», «Ди, охотник на вампиров», комиксах и экранизациях «Блэйд» и «Dampyr», играх серии Castlevania, BloodRayne. Дампиры — лучшие охотники на вампиров, поскольку ощущают с ними кровное родство.

## Этимология
- Слово дампир (dhampir, определённая форма dhampiri), возможно, происходит от гегских dham («зуб»)[5] + pir («пьющий / пил») (стандартные албанские формы: dhëmb[6] + pirë)[7][8]. На албанском языке означает «пьющий зуб»[9][10];

- dham / dhëmb: происходит от праалбанского[англ.] *dzamba < от праиндоевропейского *ǵómbʰos («зуб, колышек»)[11];
- pir / pirë (причастие пи): от протоалбанского *pīja («напиток») < от праиндоевропейского *peh₃-, *pih₃-;

- Владимир Орёл указывает на сходство между праалбанским *pīja и родственным ему праславянским *pijǫ[12].

## Характеристики
На Балканах считалось, что вампиры-мужчины испытывают сильное влечение к человеческим женщинам, поэтому недавно обращённый вампир вернётся, чтобы вступить в половую связь со своей женой или с женщиной, которая привлекала его в жизни. В одном случае сербская вдова пыталась обвинить в беременности своего покойного мужа, который якобы стал вампиром, были случаи, когда сербские мужчины притворялись вампирами, чтобы добраться до женщин, которых они желали. В болгарской мифологии вампиры иногда лишали девушек девственности. Сексуальная активность вампиров, по-видимому, является особенностью южнославянских верований в вампиров, в отличие от других славян, хотя подобный мотив встречается и в белорусских легендах.
Легенды гласят, что дампиры были, по большей части, нормальными членами общества. Но дампиры, особенно мужчины, вампирского происхождения по отцовской линии, могли видеть вампиров и практиковать колдовство. Согласно легенде дампиры обладают способностями как людей, так и вампиров: они могут чувствовать сверхъестественное существо на расстоянии, имеют острое зрение и слух, обладают регенерацией и даже иногда бессмертием, не боятся солнечного света, питаются как человек, могут управлять животными. Все эти качества позволяют дампирам успешно уничтожать вампиров, часто начиная карьеру охотников на вампиров, что практиковалось из поколения в поколение от отца к сыну. Одно уникальное различие между вампирами и дампирами заключается в том, что кровь дампира очень кислая по отношению к вампирам и может расплавить любую часть или все тело вампира.
В некоторых легендах указаны признаки, по которым можно узнать детей вампира. Албанские легенды гласят, что у них буйная шевелюра тёмного или даже чёрного цвета, они очень хитры и смелы по своей природе. Их не привлекает кровь, и они могут нормально питаться, как и другие люди. Они также неуязвимы для солнечного света. В болгарской мифологии возможные признаки включают в себя «очень грязное», мягкое тело, отсутствие ногтей и костей (последняя физическая особенность также приписывается вампирам) и «глубокий след на спине, похожий на хвост». Напротив, ярко выраженный нос часто был признаком, как и большие, чем нормальные, уши, зубы или глаза. Согласно Дж. Гордону Мелтону из его книги The Vampire Book: The Encyclopedia of the Undead, в некоторых областях истинные дампиры обладали «скользким, желеобразным телом и прожили лишь короткую жизнь — убеждение […] что у вампиров нет костей».

## В культуре

### Мир Тьмы
Дампиры — новое и редкое явление в «Мире Тьмы». Ранее считалось, что вампир не способен размножаться половым путём. Однако вампиры наиболее поздних Поколений (четырнадцатого и пятнадцатого), как выяснилось, обладают не полностью мёртвыми телами и способны активизировать те или иные физиологические процессы, в том числе связанные с сексом и размножением. Ребёнок от человека и такого вампира называется дампиром. Первые дампиры появились недавно, в конце 80-х — начале 90-х годов XX века.
Дампиры во многом подобны ревенантам. Они точно так же долго живут (хотя взрослеют с естественной человеческой скоростью, в отличие от ревенантов), так же способны ограниченно применять Дисциплины, не нуждаясь в крови. Однако, в отличие от ревенантов, дампиры вырастают в нормальном человеческом обществе, часто даже не зная о своём происхождении. Желание крови имеется, но есть возможность контролировать этот инстинкт.
Также, в отличие от большинства иных вселенных всевозможных франшиз, где есть дампиры, местные полувампиры гораздо слабее настоящих вампиров и имеют лишь малую толику их способностей и физических возможностей, хотя по-прежнему намного менее чувствительны к свету и жажде крови.

### Вселенная Marvel
Во вселенной Marvel дампиры обладают всеми достоинствами вампиров — сверхчеловеческая сила, ловкость и скорость, исцеляющий фактор, стойкость повреждениям, и не обладают их слабостями — могут находиться на солнце, не вынуждены всё время пить кровь людей.